# 칼 테오도르 드레이어
카를 테오도르 드라이에르(Carl Theodor Dreyer, 1889년 2월 3일 ~ 1968년 3월 20일)는 스웨덴과 프랑스와 영국과 미국에서 감독한 덴마크의 영화 감독이었다. 그는 많은 영화 평론가들에 의해 영화 역사상 가장 위대한 감독 가운데 하나로 꼽힌다. 잔 다르크의 수난(1928), 뱀파이어(1932), 분노의 날(1943), 오데트(1955), 거트루드(1964) 등이 그의 대표작이다. 1955년 영화 《오데트》를 통해 베네치아 영화제 황금사자상을 수상했다.

## 생애
드라이어는 덴마크 코펜하겐에서 사생아로 태어났다. 어머니는 스코네 출신 하녀인 요제핀 베른하르딘 닐손이었다. 스웨덴에서 살고 있던 결혼한 농부이자 친아버지인 옌스 크리스티안 토르프에게 입양된다. 토르프는 어머니의 고용주였다. 인쇄 기술자 칼 테오도르 드라이어와 그의 아내인 잉에 마리 드라이어에게 입양되기 전까지 2년간을 고아원에서 보냈다. 드라이어의 이름은 양부의 이름을 따서 지어졌다.
드라이어의 양부모는 감정적으로 냉담했고, 어린 시절은 몹시 불행했다. 하지만 몹시 똑똑한 학생이었고, 열여섯의 나이에 공교육을 받으려고 집을 떠났다. 드라이어는 양부모와 연을 끊었지만 양부모의 교육은 그의 영화의 주제들에 큰 영향을 끼친다.
드라이어는 폐렴에 걸려 79세의 나이로 코펜하겐에서 세상을 떠났다.

## 경력
젊은 시절, 드라이어는 기자로 활동했다. 하지만 갑자기 무성 영화의 타이틀 카드를 그리며 영화 산업에 뛰어들었고, 훗날 각본가가 된다. 1913년 노르디스크 필름에 고용되어 영화 인생을 시작했다.
드라이어가 처음으로 한 영화 연출에의 시도들은 그다지 성공을 거두지 못해 프랑스에서 일하려고 덴마크를 떠났다. 프랑스에서 생활하는 동안 장 콕토, 장 위고와 같은 프랑스 예술계의 저명 인사들을 만났으며, 1928년에는 잔 다르크의 수난을 제작했다. 잔 다르크의 재판 기록을 바탕으로, 리얼리즘과 표현주의 사이에서 적절한 균형을 맞춘 걸작을 만들어냈다. 드라이어는 덴마크의 영화 제작사가 파산하자 다음 영화를 만들기 위해 니콜라 드 군즈부르 남작에게서 개인적으로 지원을 받는다. 뱀파이어 (1932)는 공포에 대한 초현실적 치료이다. 이 영화는 대부분 무성으로 찍혔으며, 일부분이 유성으로 찍혔다. 이 영화에는 영어, 프랑스어, 독일어의 다른 세 가지 버전이 있다.
두 작품 모두 흥행에 실패한 탓에, 드라이어는 1943년까지 영화를 만들지 못했다. 덴마크는 당시 나치의 지배 아래에 있었고, 그의 영화, 분노의 날은 17세기 신정 사회의 마녀 사냥을 둘러싼 편집증적 테마를 갖게 된다. 이 작품과 함께, 드라이어는 신중한 구도, 황량한 흑백 촬영, 몹시 긴 롱테이크와 같은 그의 유성영화 스타일을 확립했다. 드라이어는 그의 다음 장편 영화를 만들기 전까지 두 편의 다큐멘터리를 감독했다. 1955년, 그는 카이 뭉크의 동명의 희곡을 원작으로 하여 오데트를 제작했다. 이 영화는 사랑 이야기와 믿음의 흔들림이라는 두 주제를 섞는다. 드라이어의 마지막 작품은 1964년의 거트루드이다. 이 작품은 전작들보다 규모가 작은 편이지만, 자기 인생의 고난에서 자신의 선택에 대해 조금도 불평을 표하지 않는 여인을 다룬다는 점에서 드라이어의 다른 작품들과 비슷한 테마를 공유한다.
드라이어의 경력에서 가장 거대하고, 완성되지 못한 프로젝트는 예수의 생애에 관한 영화였다. 영화의 각본은 완성되었으나, 불안정한 경제 상황과 드라이어의 리얼리즘에 대한 요구와 변화하는 그의 요구 탓에 프로젝트는 미완성으로 남게 되었다. 영화의 각본은 1968년 출판되었다.

## 작품
| 년도 | 작품명           | 원제                              | 제작 국가   | 기타                                                                                        |
| ---- | ---------------- | --------------------------------- | ----------- | ------------------------------------------------------------------------------------------- |
| 1919 | 재판장           | Præsidenten                       | 덴마크      |                                                                                             |
| 1920 | 마녀             | Prästänkan                        | 스웨덴      |                                                                                             |
| 1921 | 사탄의 책        | Blade af Satans bog               | 덴마크      |                                                                                             |
| 1922 | 서로 사랑하라    | Die Gezeichneten                  | 독일        |                                                                                             |
| 1922 | 옛날 옛적에      | Der var engang                    | 덴마크      |                                                                                             |
| 1924 | 미카엘           | Mikaël                            | 독일        |                                                                                             |
| 1925 | 집안의 주인      | Du skal ære din hustru            | 덴마크      |                                                                                             |
| 1926 | 그롬달의 신부    | Glomdalsbruden                    | 노르웨이    |                                                                                             |
| 1928 | 잔 다르크의 수난 | La Passion de Jeanne d'Arc        | 프랑스      |                                                                                             |
| 1932 | 뱀파이어         | Vampyr – Der Traum des Allan Grey | 프랑스/독일 |                                                                                             |
| 1943 | 분노의 날        | Vredens Dag                       | 덴마크      |                                                                                             |
| 1945 | 두 사람          | Två människor                     | 스웨덴      | 2차대전 중의 스웨덴에서 제작되었으며, 드라이어는 이 작품을 자신의 작품으로 인정하지 않았다. |
| 1955 | 오데트           | Ordet                             | 덴마크      |                                                                                             |
| 1964 | 게르트루드       | Gertrud                           | 덴마크      |                                                                                             |